# 東帝汶經濟
東帝汶，被世界銀行列為低收入經濟體。人類發展指數排在第158位，表明人類發展水平較低。20％的人口失業，52.9％的人每天生活費不足1.25美元。大約一半的人口是文盲。
據2010年人口普查數據顯示，城市87.7％，農村18.9％的家庭擁有電力，總體平均水平為36.7％。因與印度尼西亞進行長達三十多年的獨立鬥爭的後果，這種鬥爭破壞了基礎設施，使數千平民流離失所。2007年，因收成不利導致東帝汶部分地區人口死亡。2007年11月，十一個分區仍然需要國際援助提供食物。
目前東帝汶沒有專利法。

## 歷史
在葡萄牙人殖民之前和殖民時期，帝汶島因其檀香木而聞名於世。葡萄牙殖民地政府給予海洋勘探公司開發礦床的讓步。但是，這一點在1976年被印度尼西亞的入侵所遏制。1989年，根據“東帝汶差距條約”，印度尼西亞和澳大利亞之間進行資源分配。該條約。制定了聯合開發海底資源的準則“聯合”地區的收入分成50％-50％。伍德賽德石油公司和康菲石油公司於1992年代表兩國政府開始在帝汶峽谷開發一些資源。
1999年年底，東帝汶經濟基礎設施中約有70％被印度尼西亞軍隊和反獨立民兵摧毀，260000人逃往西部。從2002年到2005年，由聯合國領導的一個由文職顧問，5000名維和人員（高峰時期8000名）和1300名警務人員組成的國際方案大大地重建了基礎設施。到2002年中，除了大約50000名難民之外，所有難民都已經返回東帝汶。

## 發展計劃
一個很有希望的長期項目是在東帝汶東南部海域與澳大利亞石油和天然氣資源的聯合開發。
東帝汶在獨立時沒有獲得永久的海上邊界，否認“帝汶峽谷條約”是非法的。 臨時協議（東帝汶於2002年5月20日獨立時簽署的“帝汶海洋條約”）確定了聯合石油開發區（JPDA），並將該地區現有項目的收入的90％分給東帝汶，10％分給澳大利亞。自東帝汶獨立以來，JPDA的第一個重大新發展是帝汶海上的大日出氣田。它的開採是2003年和2005年協議的主題。只有20％的油田位於JPDA範圍內，其餘的在不受該條約約束的水域。臨時協議給了澳大利亞82％的收入，而東帝汶只有18％的收入。
儘管如此，在公共和外交的壓力下，澳大利亞政府卻提出了讓步。 2005年7月7日，兩國簽署了一項協議，擱置海上爭端，東帝汶將獲得50％的收入。不過，在東帝汶聲稱的水域內但在JPDA之外的水域內的其他發展利益繼續由澳大利亞單方面利用。
東帝汶石油稅的一些收益成為東帝汶石油基金的一部分來源。